# Гривяк
Гривя́к (болг. Гривяк) — село в Кирджалійській області Болгарії. Входить до складу общини Кирково.

## Населення
За даними перепису населення 2011 року у селі проживали 140 осіб, з них 127 осіб (99,2%) — турки.
Розподіл населення за віком у 2011 році:
Динаміка населення: